# Èumenes I de Pèrgam
Èumenes I de Pèrgam (grec antic: Εὐμένης, Euménēs, llatí: Eumenes) era fill d'Èumenes i successor de Filèter com a sobirà del regne de Pèrgam el 263 aC.
Alguns autors pensen que podria ser la mateixa persona que Èumenes d'Amastris, que va ser tirà d'Amastris, però que va haver d'entregar aquesta ciutat a Ariobarzanes III del Pont potser el mateix 263 aC en accedir al poder a Pèrgam, però no se sap del cert. Va regnar 22 anys. Poc després de pujar al tron va obtenir la victòria de Sardes sobre Antíoc I Sòter i així va poder establir el seu domini sobre les províncies a l'entorn de Pèrgam. Del seu regnat no es coneix gairebé res més.
Segons Ateneu de Naucratis va morir el 241 aC a causa d'una borratxera i el va succeir el seu cosí Àtal I, nebot també de Filèter. L'historiador Justí atribueix a Èumenes una gran victòria contra els gàlates, que en realitat va ser obra d'Àtal I.